# Asia (mytologi)
Asia eller Klymene var i grekisk mytologi en dotter till Okeanos och Tethys, gift med Iapetos och mor till Prometheus och Atlas, enligt andra sagor maka till den sistnämnde. Efter henne skulle Asien ha fått sitt namn.